# Mae La Noi (huyện)
Sông Mae La Noi (tiếng Thái: แม่ลาน้อย) là một huyện (amphoe) ở phía nam của tỉnh Mae Hong Son, phía bắc Thái Lan.

## Lịch sử
Tiểu huyện (King Amphoe) được lập vào ngày 10 tháng 2 năm 1967, bao gồm 2 tambon Mae La Noi và Mae La Luang. Đơn vị này trực thuộc của huyệnMae Sariang, từ đó tambon Mae La Noi được tách ra. Mae La Luang ban đầu thuộc huyện Khun Yuam. Đơn vị hành chính này đã được nâng cấp thành huyện ngày 21 tháng 8 năm 1975.

## Địa lý
Các huyện giáp ranh (từ tây nam theo chiều kim đồng hồ) là: Mae Sariang của tỉnh Mae Hong Son, bang Kayah của Myanmar, Khun Yuam của tỉnh Mae Hong Son và Mae Chaem của tỉnh Chiang Mai.
Các sông quan trọng của Mae La Noi là Yuam, Mae La Luang và sông Mae La Noi.

## Hành chính
Huyện này được chia thành 8 phó huyện (tambon), các đơn vị này lại được chia ra thành 69 làng (muban). Sông Mae La Noi cũng là một thị trấn (thesaban tambon) which nằm trên một phần của  tambon Sông Mae La Noi. Có 8 Tổ chức hành chính tambon.
| STT | Tên                  | Tên tiếng Thái | Số làng | Dân số |  |
| --- | -------------------- | -------------- | ------- | ------ |  |
| 1.  | Sông Mae La Noi      | แม่ลาน้อย        | 15      | 8.674  |  |
| 2.  | Mae La Luang         | แม่ลาหลวง       | 9       | 5.140  |  |
| 3.  | Tha Pha Pum          | ท่าผาปุ้ม         | 8       | 4.052  |  |
| 4.  | Mae Tho              | แม่โถ           | 8       | 3.456  |  |
| 5.  | Huai Hom             | ห้วยห้อม         | 9       | 4.346  |  |
| 6.  | Mae Na Chang         | แม่นาจาง        | 7       | 3.094  |  |
| 7.  | Santi Khiri          | สันติคีรี          | 8       | 2.669  |  |
| 8.  | Khun Sông Mae La Noi | ขุนแม่ลาน้อย      | 5       | 2.695  |  |